# Eska Music Awards 2013
Eska Music Awards 2013 byl třináctý ročník udílení cen Eska Music Awards, který se konal 3. srpna 2013 v polském Štětíně. Ceny byly vysílány živě na TVP1 a moderátory byly Ada Fijał a Krzysztof „Jankes” Jankowski.

## Vítězové a nominovaní
| Nejlepší zpěvačka | Nejlepší zpěvák |
| --- | --- |
| - Sylwia Grzeszczak - Ewelina Lisowska - Honey - Margaret                                                                | - Liber - Dawid Podsiadło - Rafał Brzozowski - Robert M                                                                                       |
| Nejlepší skupina | Největší album |
| - Enej - Bracia - Kreuzberg - LemON                                                                                      | - LemON – LemON - Donatan – Równonoc. Słowiańska dusza - Enej – Folkhorod - Ewelina Lisowska – Aero-Plan                                      |
| Nejlepší hit | Eska TV Award – nejlepší videoklip |
| - Ewelina Lisowska – „W stronę słońca” - Enej – „Tak smakuje życie” - LemON – „Napraw” - Margaret –„Thank You Very Much” | - Margaret – Thank You Very Much - Donatan & Borixon – Nie lubimy robić - Ewelina Lisowska – W stronę słońca - Mrozu – 1000 metrów nad ziemią |
| Nejlepší debut | eskaGO Award – Najlepszy artysta w sieci |
| - Ewelina Lisowska - LemON - Margaret - Natalia Szroeder                                                                 | - Ewelina Lisowska - Dawid Podsiadło - Ewa Farna - Sylwia Grzeszczak                                                                          |
| Zvláštní cena | Nejlepší výstup |
| - Nelly Furtado | - LemON |

## Vystupující
- Nelly Furtado – „Say It Right”
- Sylwia Grzeszczak – „Pożyczony”
- Piersi – „Bałkanica”
- Margaret – „Thank You Very Much” a „Tell Me How Are Ya”
- Red Lips – „To co nam było”
- LemON – „Napraw”
- Robert M – „Children of Midnight”
- Jula – „Za każdym razem” a „Ślad”
- Ewelina Lisowska – „W stronę słońca” i „Jutra nie będzie”
- Kreuzberg – „Niecierpliwa”
- Honorata „Honey” Skarbek – „Nie powiem jak”
- Kase & Wrethov – „One Life”
- Natalia Szroeder a Liber – „Nie patrzę w dół”
- Feel – „Poczuj to” a „Lullaby”
- Nelly Furtado – „I'm Like a Bird”